# Amanieu d'Astarac
Amanieu d'Astarac, mort à Chypre vers 1326, est l'héritier du comté d'Astarac des années 1310 jusqu'à son décès. Étant mort avant son père Bernard V d'Astarac, il n'a jamais été comte lui-même, contrairement à ce qu'affirment la plupart des ouvrages de référence et les généalogies. Son fils Centulle IV succède à Bernard V à la tête du comté vers 1328-1330.

## Biographie
Amanieu d'Astarac est un fils puîné de Bernard V, comte d'Astarac et de sa première épouse, Mathe de Foix, fille du comte Roger Bernard III de Foix et de Marguerite de Béarn. D'abord destiné à une carrière dans l'Église comme beaucoup de cadets de familles nobles de l'époque, il reçoit le 16 mars 1311 du pape Clément V une prébende canoniale  et l'archidiaconat de Valenciennes dans le diocèse de Cambrai, deux très riches bénéfices ecclésiastiques devenus vacants par la mort de leur précédent titulaire, le cardinal Guillaume Ruffat.
Devenu ensuite héritier du comté d'Astarac après la mort de son ou ses frères aînés, il est marié en 1317 avec Cécile de Comminges, fille de Bernard VII, comte de Comminges et de Laure de Montfort.
En 1320, alors que Charles, comte de La Marche et frère du roi de France, de retour de son comté de Bigorre, est de passage à Mirande, des membres de sa suite se querellent avec des familiers d'Amanieu d'Astarac et des habitants de la ville. Dans la rixe qui s'ensuit, certains des gens du comte Charles sont blessés, d'autres sont même tués. Pour se tirer de ce mauvais pas et apaiser la colère du prince royal, Amanieu livre tous les coupables qu'il parvient à arrêter au comte de La Marche, qui condamnent certains à mort ou à d'autres peines. Mirande est également victime du courroux du prince : des maisons sont rasées, quatre habitants sont pendus aux piliers de la maison commune, d'autres sont emprisonnés à Miélan, la communauté est condamnée à verser à Charles l'amende énorme de 20 000 livres de petits tournois (amende bientôt réduite de moitié). Comme l'un des condamnés à mort, au moment d'être exécuté, avait rejeté la responsabilité personnelle du méfait sur Amanieu, celui-ci fait intervenir le pape Jean XXII auprès de Charles pour le prier d'oublier ses accusations et le réconcilier avec le fils du roi de France.